# Großsteingräber bei Haarstorf
Die Großsteingräber bei Haarstorf waren zwei megalithische Grabanlagen der jungsteinzeitlichen Trichterbecherkultur bei Haarstorf, einem Ortsteil von Natendorf im Landkreis Uelzen (Niedersachsen). Sie wurden im 19. Jahrhundert zerstört. Die Gräber befanden sich südwestlich des Ortes und standen wohl in ost-westlicher Richtung nahe beieinander. Die Anlagen wurden in den 1840er Jahren durch Georg Otto Carl von Estorff dokumentiert, aber nicht näher beschrieben. Über Ausrichtung, Maße und Grabtyp liegen keine Informationen vor. Aus der Kartensignatur ist lediglich erkennbar, dass das östliche Grab ein rechteckiges Hünenbett besessen hatte. Das westliche Grab besitzt keine eigene Kartensignatur.